# John Tyler Morgan
John Tyler Morgan (Athens, 1824. június 20. – Washington, 1907. június 11.) az Amerikai Egyesült Államok szenátora (Alabama, 1877–1907).